# Еллісон Лінн Рід
Е́ллісон Лінн Рід (англ. Allison Lynn Reed, груз. ელისონ რიდი; *8 червня 1994, Каламазу, Мічиган, США) — грузинська фігуристка американського походження, що виступає у танцях на льоду в парі з Отаром Джапаридзе; учасниця XXI Зимової Олімпіади (Ванкувер, Канада, 2010; 22-е місце).

## Родина
Мати Еллісон — японка, батько — американець, її старші брат і сестра, Кеті та Крис, також виступають у танцях на льоду на міжнародному рівні за Японію.

## Кар'єра
До 2009 року та об'єднання в пару з грузинським фігуристом Отаром Джапаридзе, Еллісон ніколи не брала участь у жодних змаганнях, хоча почала займатися фігурним катанням у 3-річному віці. Уже у вересні 2009 року, на першому своєму міжнародному старті, на турнірі «Nebelhorn Trophy»—2009, посівши 12-е місце, вони вибороли для Грузії одне місце у танцях на льоду на Олімпіаді у Ванкувері. У січні 2010 року Еллісон Рід було надано грузинське громадянство, щоб вона змогла виступити за країну на Іграх.
На Олімпіаді у Ванкувері в лютому 2010 року пара Рід/Джапаридзе посіла передостаннє 22-е місце.

## Спортивні досягнення
| Сезон/Змагання                        | 2009/2010 |
| ------------------------------------- | --------- |
| Зимові Олімпійські ігри               | 22        |
| Чемпіонати Європи з фігурного катання | 19        |
| Турніри: «Nebelhorn Trophy»           | 12        |
| Меморіали Павла Романа                | 9         |

## Виноски
1. 1 2  Georgia gives passport to American figure skater, 3rd in family to compete for another country (англ.)
2. ↑  Досьє пари Кеті Рід/Крис Рід на офіційному сайті Міжнародного союзу ковзанярів. Архів оригіналу за 12 жовтня 2018. Процитовано 22 лютого 2010. Досьє пари Кеті Рід/Крис Рід на офіційному сайті Міжнародного союзу ковзанярів (англ.)
3. ↑  Reed Joins Japaridze to Compete for Georgia [Архівовано 1 березня 2010 у Wayback Machine.] (англ.)